# チャイナ・マック
チャイナ・マック(China Mac)という芸名で知られるレイモンド・ユ(Raymond Yu、1982年2月5日 - )は、アメリカ合衆国のラッパー、エンターテイナー、活動家、元ギャング。

## 生い立ち
香港からの中国人移民の子としてブルックリンに生まれた。8歳の時にグループホームで生活するようになった。12歳の時には、鬼影幇（ゴースト・シャドウズ）のギャングに加わった。十代の間は、収容された少年施設で、同じように収容されていた少年たちとフリースタイル・ラップ・バトルを競っていた。

## 経歴

### 2000年 – 2013年：投獄
18歳であった2000年、ギャングがらみの犯罪に問われ、懲役3年の判決を受けた。
2003年11月9日、マンハッタンのチャイナタウンのバーでMCジンと激しい口論となり、ジンの知り合いのラッパー、クリストファー・LS・ルイ (Christopher "LS" Louie) を背中から銃撃した。その後、1年間以上逃亡し、ワシントン州シアトルで、偽造パスポートを使って出国しようとしていたところを拘束された。投獄されていた間に、マック・ボーラーズ・ギャング (the Mac Ballers gang) から「チャイナ・マック」と呼ばれるようになった。2013年11月に保釈され、獄中で貯めた資金で、レッド・マネー・レコード (Red Money Records) というレコードレーベルと、ペットショップを立ち上げた。

### 2014年以降：音楽制作
その後、保釈条件に違反したとして再び収監され、2017年にようやく釈放された。以降、自分のYouTubeチャンネル「China Mac TV」を立ち上げ、食べ物に関する番組『Mac Eats』など、様々な動画を公開するようになった。
2017年にはアルバム『MITM』をリリースした。
2018年、リル・パンプのシングル「Butterfly Doors」が発表された際には、軽蔑的な中傷表現であるチン・チョンを用いたことに対して、マックは厳しくこれを糾弾した。
2019年、マックは2枚で対となるのEP「Yin」と「Yang」をリリースした。この年、マックは、中国語とスペイン語によるレコードをタリ・ゴヤと共作した。

## 私生活
父は、1980年代に盛んに活動していた中国系アメリカ人のギャング集団である飛龍幇（フライング・ドラゴン）の一員であった。